# Ivan Šišmanov
Ivan Šišmanov, né le 22 juin 1862 à Svichtov (Empire ottoman) et mort le 	
22 ou 23 juin 1928 à Oslo (Norvège) est un philologue, écrivain, professeur d'université, critique littéraire et homme politique bulgare du Parti libéral du peuple. Il appartient à la famille Chichmanov, une branche de l'ancienne dynastie Maison Chichman.
Il est diplômé de l'École pédagogique de Vienne (1876-1882) puis de philosophie et lettres à l'Université d'Iéna (1884) et à l'Université de Genève (1885-86).
Il soutient son doctorat en philosophie à l'Université de Leipzig sous Wilhelm Wundt (1888).
Ivan Šišmanov est l'un des fondateurs de l'école supérieure de Sofia (aujourd'hui l'Université de Sofia, 1888). Professeur d'histoire littéraire et culturelle générale, ainsi que d'histoire littéraire comparée.
Il œuvre à la réédition en 1894, du recueil des chants populaires bulgares de Macédoine, réunis par les frères Miladinov.
Ministre de l'Éducation publique (1903-1907), Ivan Šišmanov est associé à la fondation et au développement d'un certain nombre d'instituts culturels, dont l'Union des scientifiques, écrivains et artistes bulgares. Il démissionne de son poste de ministre en désaccord avec le tsar Ferdinand Ier (roi des Bulgares) au sujet de la fermeture de l'université après que le chef de l'État a été hué par des étudiants à l'ouverture du Théâtre national.
Pendant la Première Guerre mondiale, il est le premier ambassadeur de Bulgarie en République populaire ukrainienne. Après la Première Guerre mondiale, il est ambassadeur dans les pays scandinaves.